# Саханивучи Мандуна (община)
Саханивучи Мандуна (на малгашки: Sahanivotry Mandona) е община (каоминина) в Мадагаскар, провинция Антанариву, регион Вакинанкарача, окръг Анцирабе II. Населението на общината през 2001 година е 10 269 души.

## Населени места
- Амбатуляхи
- Ампамехена
- Амбухиманариву
- Ляймбулю
- Маруманана
- Саханивутри Манандуна
- Фарихицара